# Camptotypus verticellus
Camptotypus verticellus är en stekelart som först beskrevs av Morley 1914.  Camptotypus verticellus ingår i släktet Camptotypus och familjen brokparasitsteklar. Inga underarter finns listade.